# Marie-Thérèse Maesen
Marie-Thérèse Maesen is een leerlinge van Lucienne Van Deyck en was jarenlang haar assistent aan verschillende Belgische conservatoria. Later werd zij zelf lerares aan het Conservatorium van Antwerpen. 
Maesen ontwikkelde methodes omtrent ademhalingstechnieken voor sprekers, zangers en blazers. Eerst opgeleid als logopediste, vond zij later de weg naar de zangkunst via de Opera van Gent. Zij schreef verschillende werken over de natuurlijke ademhaling.
Marie-Thérèse is gehuwd met José Moerenhout, klarinettist, dirigent en directeur van de Stedelijke Muziekacademie van Poperinge.